# Ur-Krostitzer

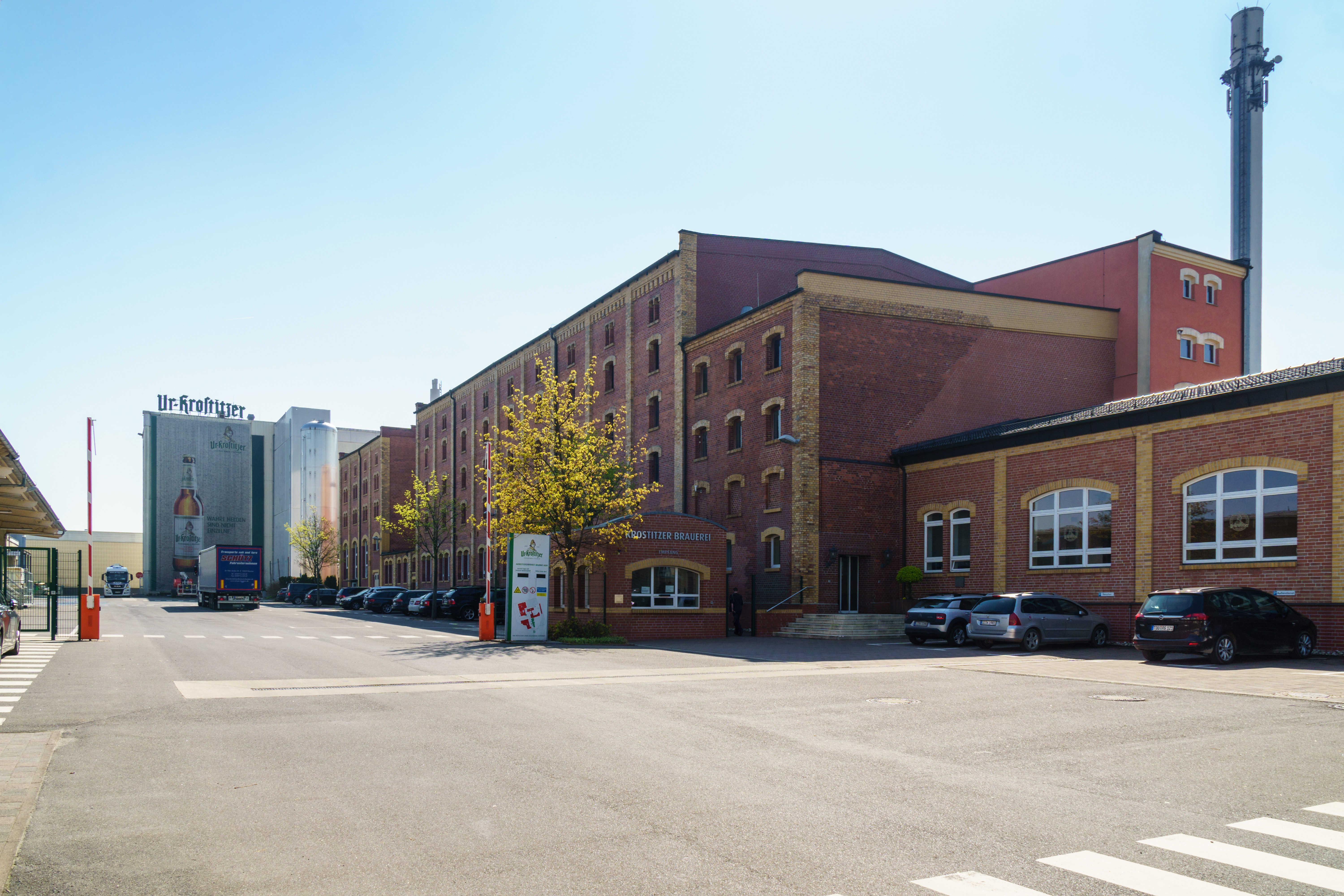
Brauereigebäude in Krostitz 2018

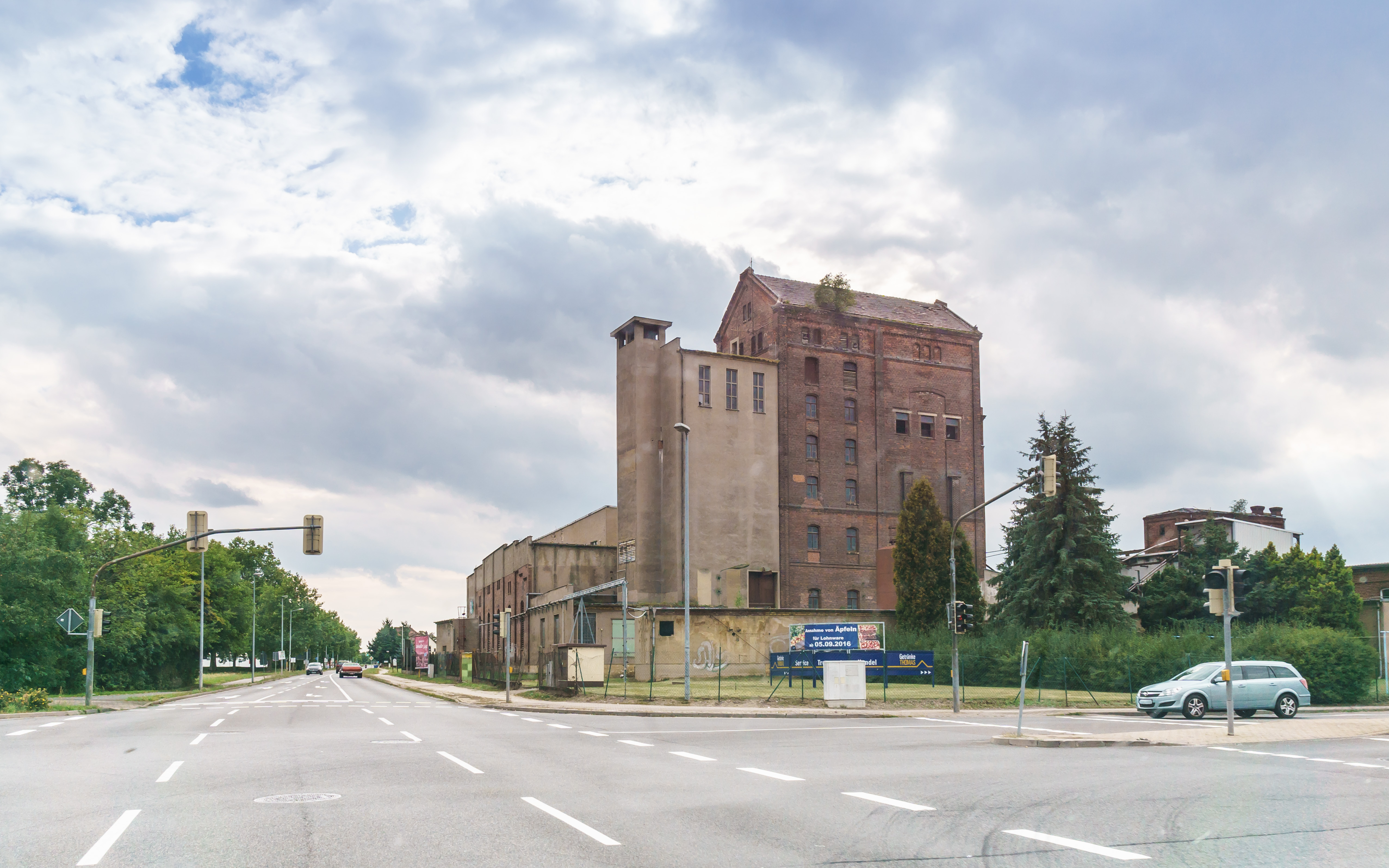
Alte Malzfabrik an der ehemaligen F 2 bzw. der jetzigen Bundesstraße 2

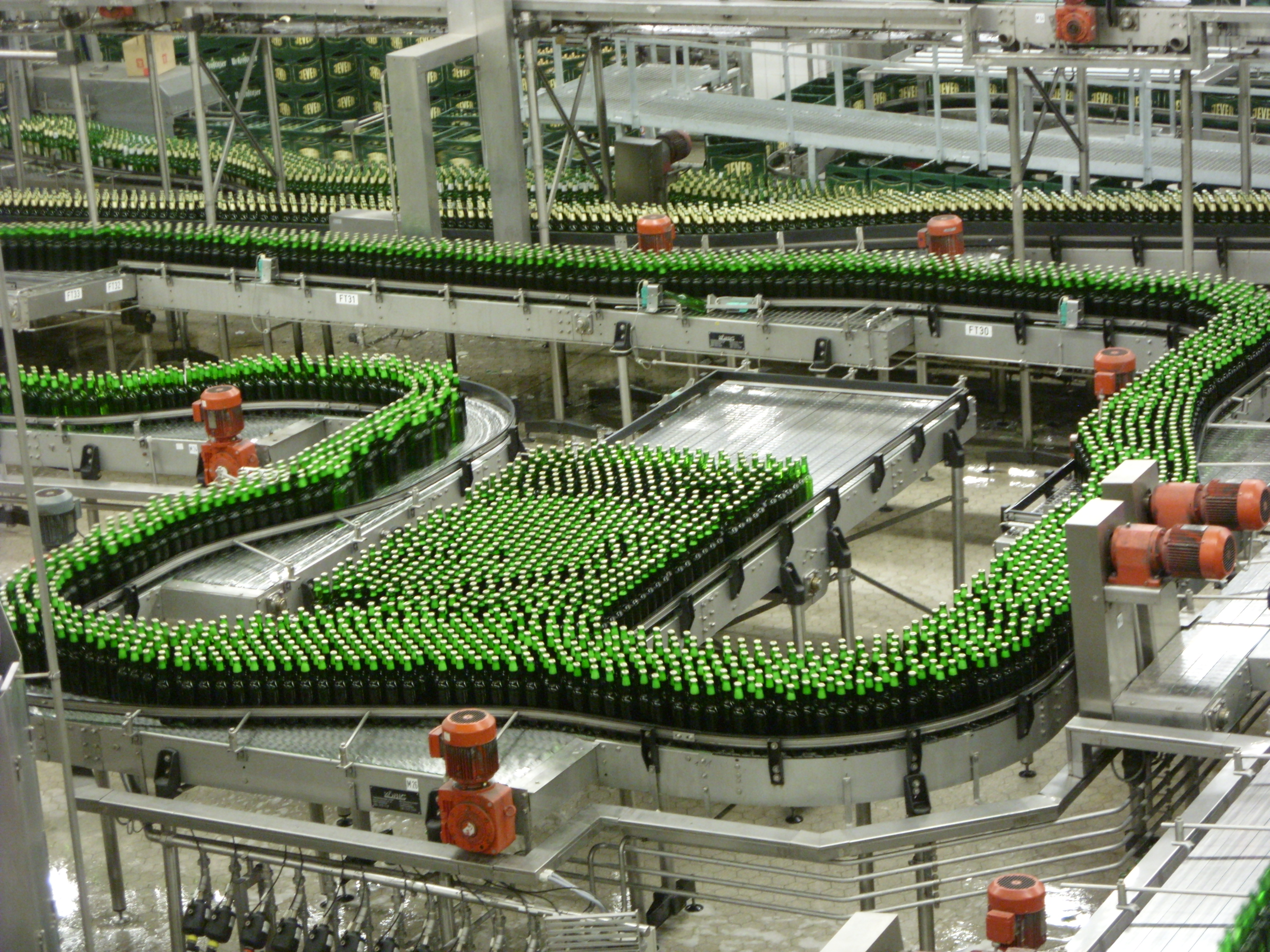
Abfüllung (hier Jever) in der Ur-Krostitzer Brauerei

Ur-Krostitzer ist eine Biermarke aus der Gemeinde Krostitz (Landkreis  Nordsachsen) bei Leipzig. Sie gehört zur Radeberger Gruppe in der Oetker-Gruppe.
Das Markenzeichen ist das Porträt des schwedischen Königs Gustav II. Adolf, der am 6. September 1631 in der Dübener Heide vom Durst geplagt wurde. Er schickte seinen Offiziersburschen in das Dorf Krostitz, um nach einem Bier zu fragen. Der Legende nach ließ er sich hier vom heimischen Brauherrn einen Labetrunk bringen. Dieser überreichte ihn dem König mit den besten Wünschen für die Schlacht. Zum Dank soll der König dem Braumeister einen goldenen Ring überreicht haben. Nachfolgend konnte die Schlacht bei Breitenfeld von den Schweden gewonnen werden.

## Geschichte
Das Braurecht stammt aus dem Jahr 1534 und wurde von Herzog Georg von Sachsen an Hans Wahl auf dem Rittergut zu Crostitz verliehen. 1738 erfolgte der Ausschank und Verkauf von Braunbier, 1803 wurde außerdem Doppelbier und Kovent (ein aus der Nachwürze bereitetes Dünnbier) gebraut. 1867 bis 1876 wurden Brauerei und Mälzerei komplett neu gebaut, eine weitere Modernisierung erfolgt in den Jahren 1894 bis 1899.
Der Absatz von Bier stieg stetig und betrug 1899 90.352 Hektoliter; zu der Zeit waren 200 Mitarbeiter in der Brauerei beschäftigt. In Leipzig bezogen 84 Restaurants und 110 Bierhandlungen „Crostitzer Lagerbier“, „Dunkel“, „Nach böhmischer Art“ und je nach Jahreszeit „Bock“ oder „Märzenbier“.
1904 wurde erstmals die Bezeichnung Ur-Krostitzer verwendet.
Nach der Verstaatlichung 1949 produzierte die Brauerei zuletzt in den 1970er und 1980er Jahren jährlich etwa 200 000 Hektoliter Bier, welches im Großraum Leipzig einen guten Ruf genoss. Das einfache Bier „Hell“ in der 0,33 l-Flasche kostete 48 Pfennig und in der Halbliterflasche 72 Pfennig. Auch ein Pils für Diabetiker zum Preis von 98 Pfennig pro halber Liter war im Angebot. 1990 wurde die Brauerei im Rahmen der Treuhand-Abwicklung Teil der Binding Gruppe, seither gab es zahlreiche Neu- und Umbauten bzw. Modernisierungsmaßnahmen, unter anderem den Teilabriss der alten Malzfabrik.
Das zu DDR-Zeiten bekannte und bereits vor dem Zweiten Weltkrieg benutzte Logo, das Gustav II. Adolf, einen Helm tragend, von vorn zeigt, wich 1993 vorübergehend einem, einer etwas glücklosen Marketingkampagne entsprungenen Hahn und dem Spruch: „Ur-Krostitzer – das Premium vom Lande“. Die  Krostitzer besannen sich jedoch bald auf ihre jahrhundertelange Tradition: seit 1996 ist der Schwedenkönig (nun in einer abgeänderten Darstellung, die ihn von schräg vorn zeigt) wieder das Markenzeichen der Brauerei.
Anlässlich des 470-jährigen Jubiläums wird seit 2004 der Ur-Krostitzer Jahresring als Preis für engagierte Laiengeschichtsforscher gestiftet, die sich mit der Geschichte in den Regionen Sachsen, Sachsen-Anhalt und Thüringen befassen.
In der Brauerei waren 2006 112 Mitarbeiter beschäftigt, die etwa 374.000 Hektoliter Bier produzierten und rund 2600 gastronomische Einrichtungen belieferten.
2017 wurde erstmals die Ausstoßmenge von einer Million Hektoliter übertroffen.

### Firmierungen

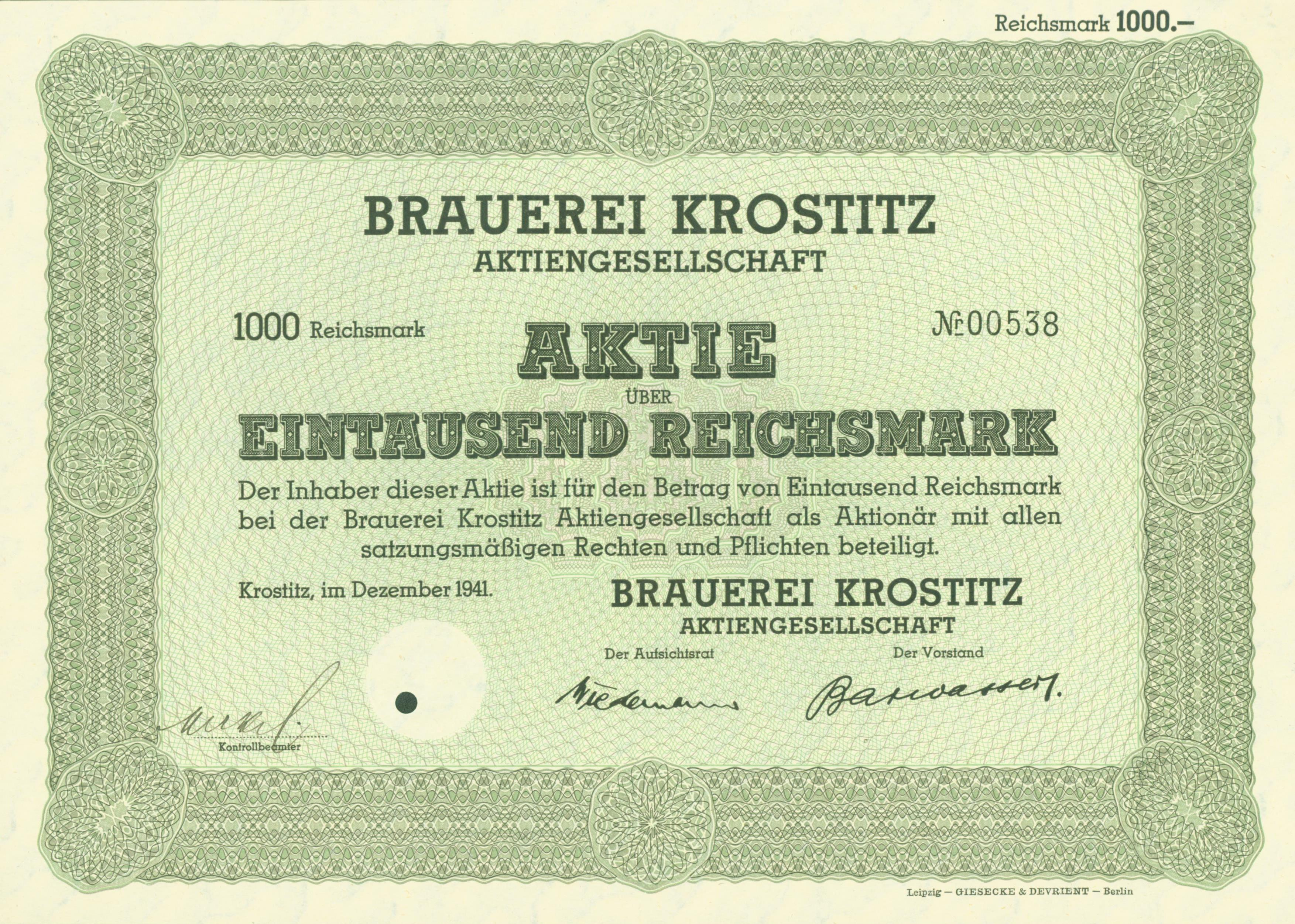
Aktie über 100 RM der Brauerei Krostitz AG vom Dezember 1941

- 1878: „Bierbrauerei Klein-Crostitz F. Oberlaender OHG“
- 1907: „Bierbrauerei Kleincrostitz F. Oberländer A. G.“
- 1937: „Brauerei Krostitz AG“
- 1949: „VEB Brauerei Krostitz“
- 1968: „VEB Brauerei Krostitz“ im VEB Getränkekombinat Leipzig
- 1990: „Krostitzer Brauerei GmbH“

## Biersortiment

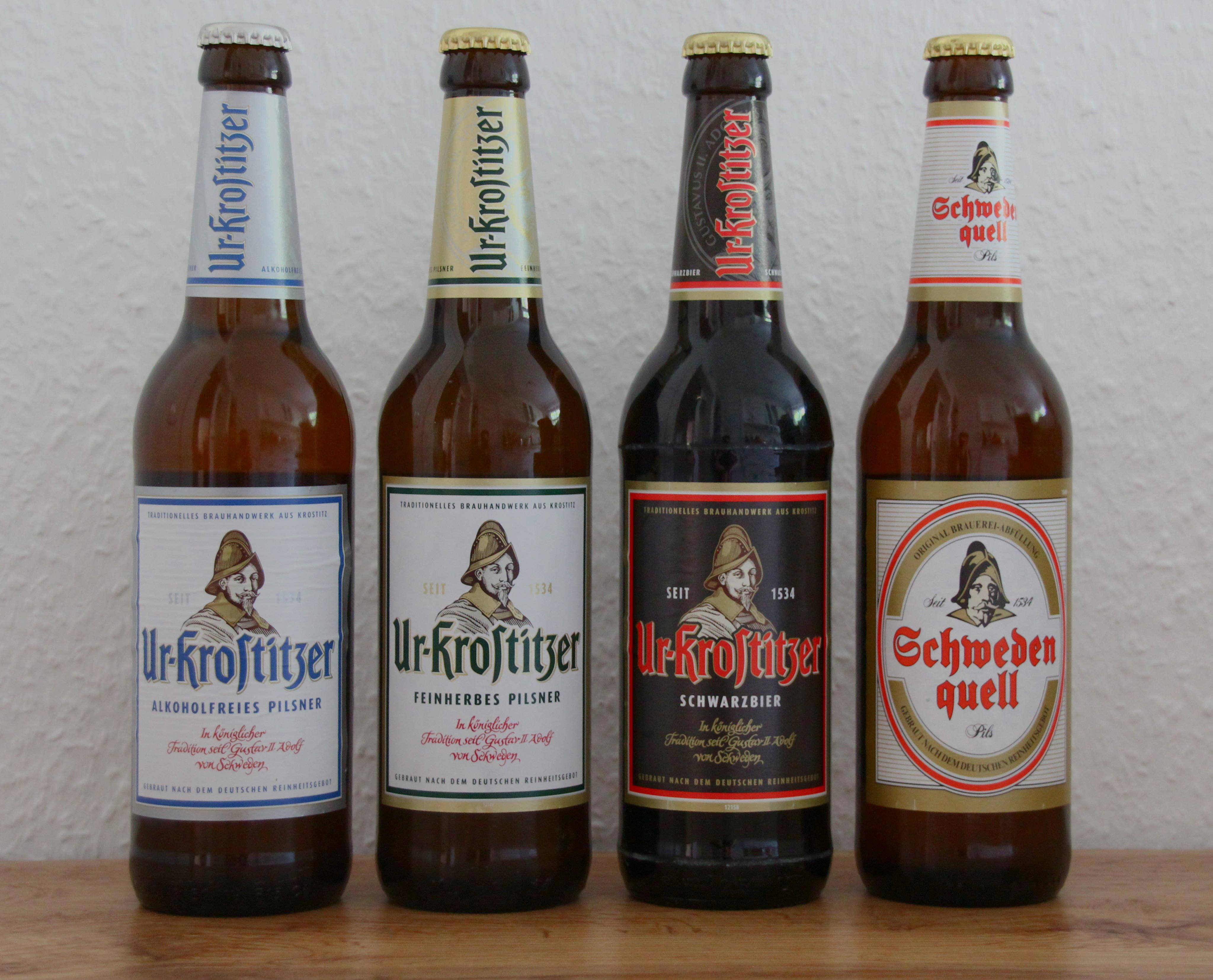
Sortiment der Krostitzer Brauerei

Das Portfolio von Ur-Krostitzer beschränkt sich auf vier Produkte:
- Ur-Krostitzer Feinherbes Pilsner (untergärig)
- Ur-Krostitzer Schwarzes (untergärig)
- Schwedenquell Pils (untergärig)
- Ur-Krostitzer Alkoholfreies Pilsner (alkoholfrei)

Den größten Ausstoß hat das feinherbe Pilsner.
Das Schwedenquell-Pils war in der DDR nach Einführung der Delikatläden nur dort erhältlich. Es wurde hierfür mit besserem Hopfen und besserer Gerste gebraut, ist leicht gehopft und verfügt über einen feinbitteren, würzigen Körper. Dies schuf in Verbindung mit der stärkeren Versetzung mit Kohlensäure eine klare Abgrenzung zum hauseigenen Pils.
Die älteste der Ur-Krostitzer Biersorten ist das Schwarzbier, das nach einer Rezeptur aus einem alten Braumanual der Brauerei hergestellt wird. Mit einer Stammwürze von 11,3 % hat es eine leicht süße Malznote mit feinwürzig weichem Geschmack. Seit 2020 gibt es ein alkoholfreies Pilsner, das stark gehopft ist und daher eine leichte Bitternote hat.
In der Ur-Krostitzer Brauerei werden zudem diverse Marken der Radeberger Gruppe abgefüllt.

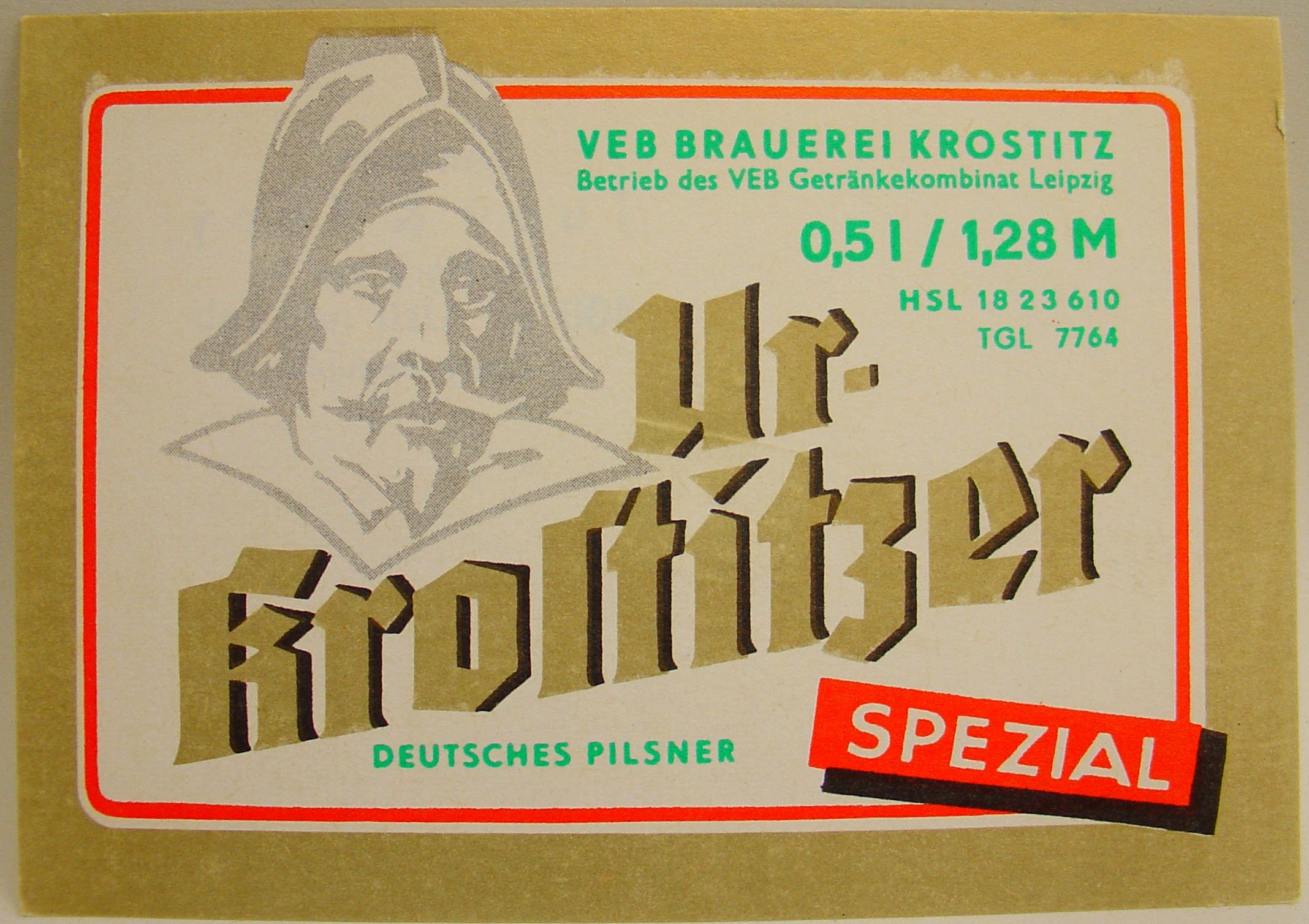
Typisches Bierflaschenetikett aus der DDR-Zeit
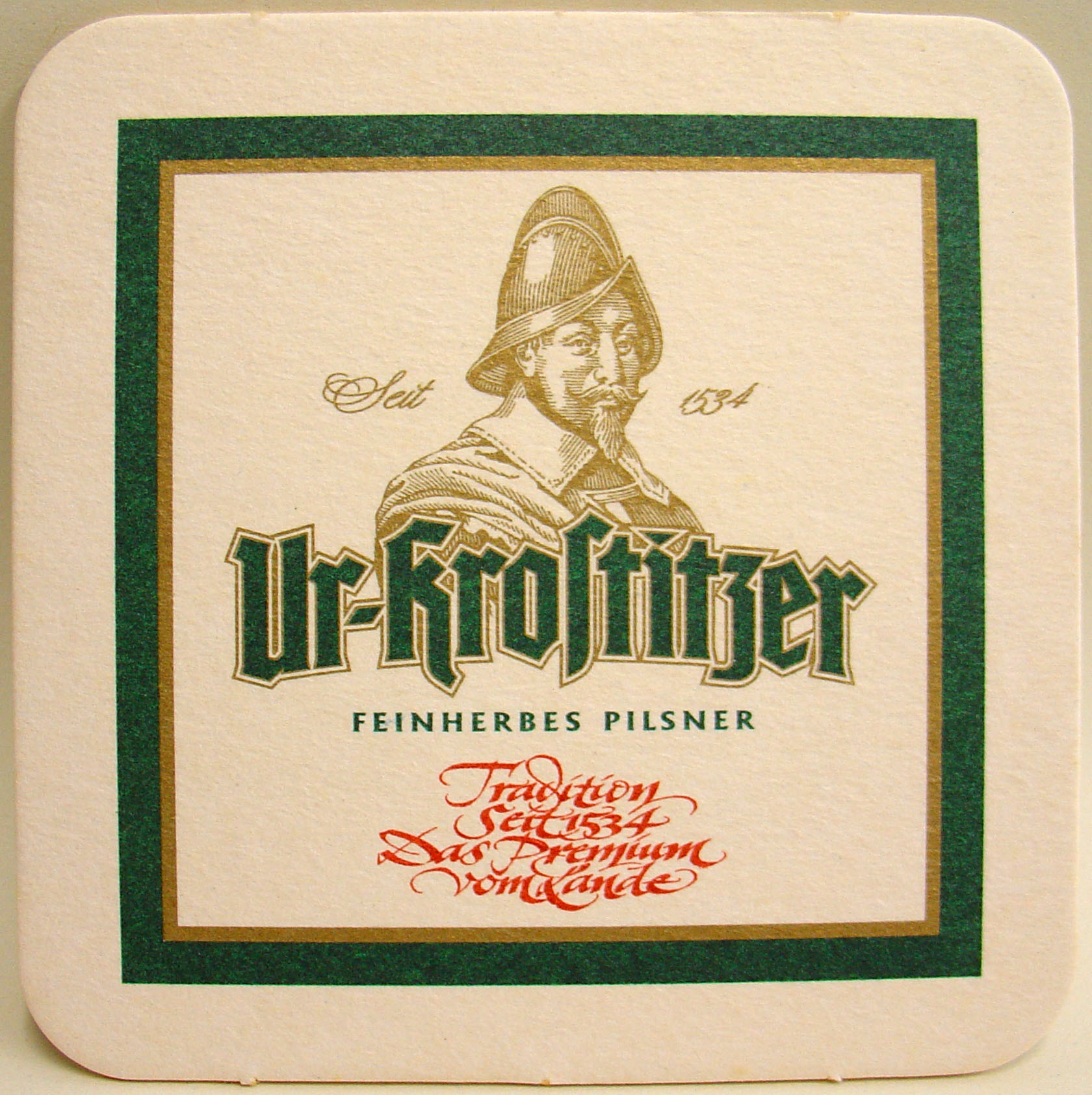
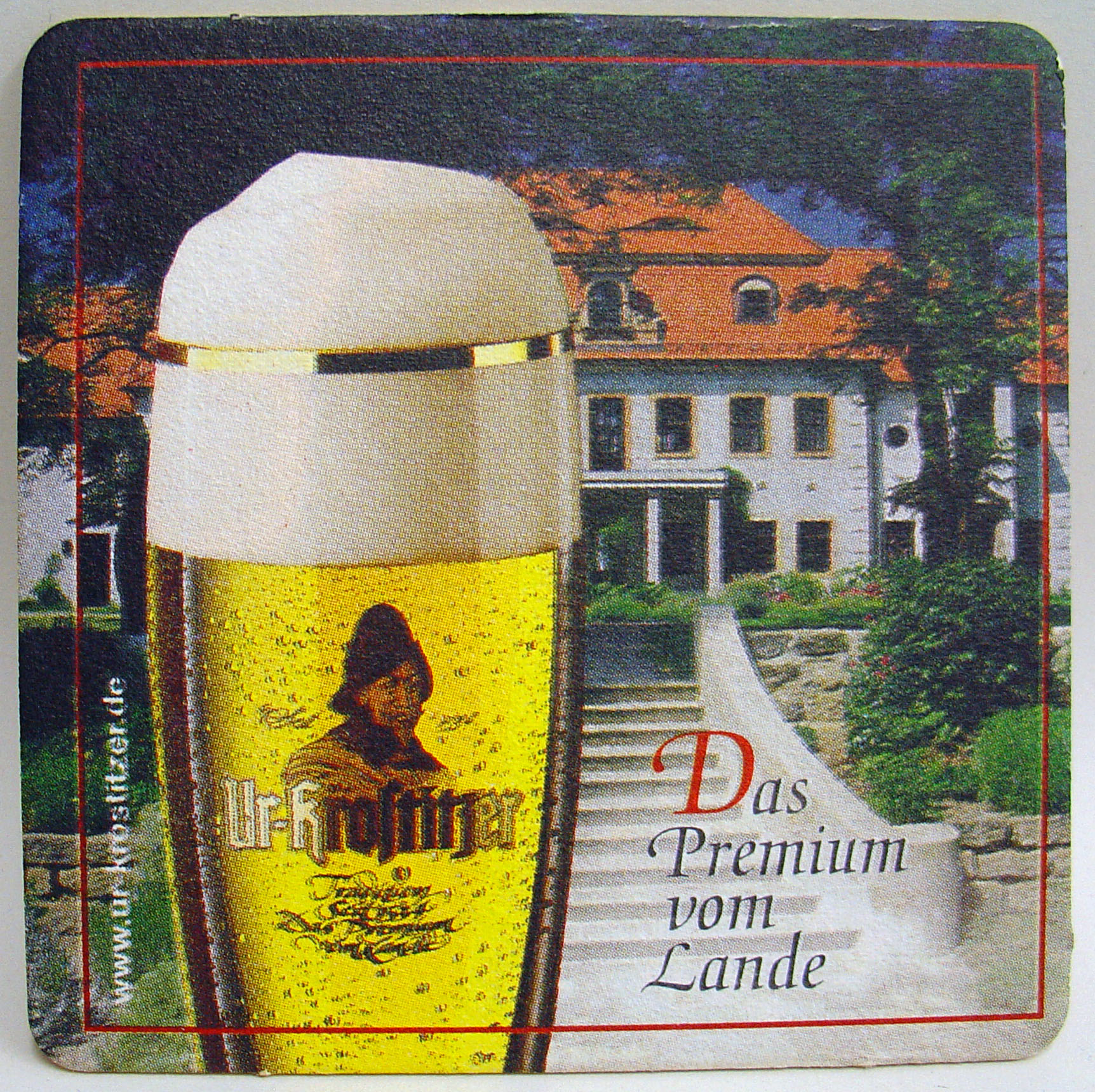
„Ur-Krostitzer – das Premium vom Lande“ - Werbung in den 1990er Jahren